# Lamelos

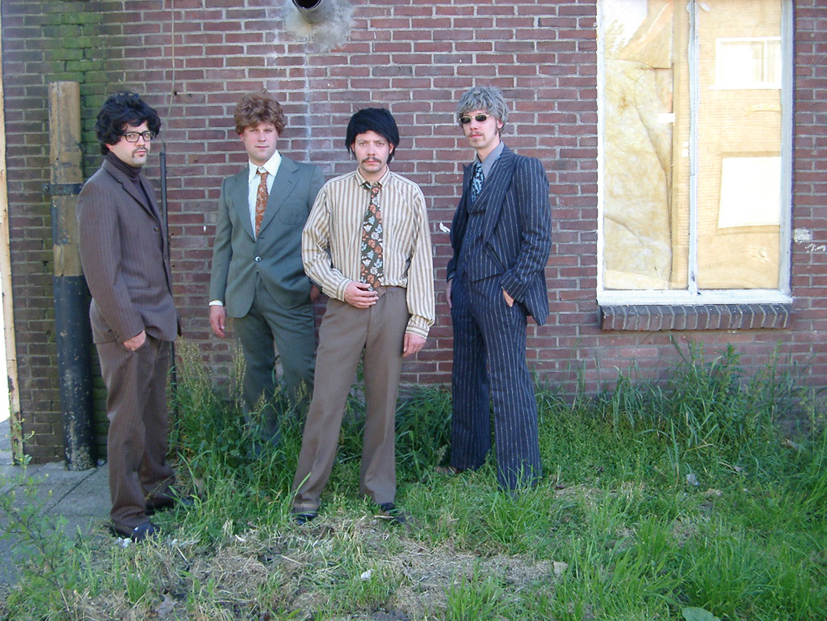
Lamelos

Lamelos is een Nederlands striptekencollectief bestaande uit de striptekenaars Boris Peeters, Sam Peeters, Aleks Deurloo en Jeroen Funke.

## Geschiedenis
Lamelos werd opgericht in 1997 op de Hogeschool voor de Kunsten Constantijn Huygens. De vier illustratiestudenten Boris en Sam Peeters, Aleks Deurloo en Bouwe Brouwer besloten toen een collectief te vormen om samen strips te tekenen en die in eigen beheer uit te geven. Na de eerste uitgave van Lamelos kwam Jeroen Funke ook bij het collectief, en na de derde uitgave verliet Brouwer het.

### Sam Peeters
- In de schaduw van mijn lul, Oog & Blik/Bezige Bij
- Fucking Hell, Scratch books
- Iedereen op Claudia, Scratch books